# Petropavlovka
Petropavlovka je vesnice, správní centrum Petropavlovského rajónu ve Voroněžské oblasti. 
Nachází se na levém břehu řeky Don na soutoku řek Tolučejevka a Kriuša. Město Voroněž je od vesnice vzdáleno 250 km, sama vesnice se nalézá 74 km východně od Ukrajiny.
Ve vesnici se nalézá mateřská a základní škola, spořitelna, poštovní úřad, policejní služebna, poliklinika, několik obchodů a kavárna.

## Historie
Místo dnešní vesnice Petropavlovka bylo osídleno již od starověku. Na březích řeky Don byla objevena řada sídel lidí z doby kamenné.
Ještě jako osada byla Petropavlovka založena ve 30. letech 18. století kozáky z Ostrogožského pluku a přistěhovalci z Charkovské oblasti. V roce 1745 byl v obci postaven kostel zasvěcený svatých apoštolům Petru a Pavlovi, díky čemu vesnice získala svůj název.
Podle sčítání obyvatel z roku 2021 žilo ve vesnici 4 819 lidí.
Dne 2. ledna 2024 přibližně v 9:00 místního času došlo v obci k výbuchům, které způsobil pád ruské munice, kterou měla být bombardována relativně nedaleká Ukrajina. Ruská média uvedla, že munice byla uvolněna z nouzových důvodů. Očití svědci uvedli, že munice zničila celou jednu ulici ve vesnici. Podle gubernátora Voroněžské oblasti Alexandera Guseva a ruské armády nebyl nikdo zraněn.